# The Girl Guides Association of Jamaica
 The Girl Guides Association of Jamaica è l'associazione del guidismo in Giamaica. Il guidismo in Giamaica fu fondato nel 1915 e l'organizzazione divenne un membro associato del WAGGGS nel 1963 e effettivo nel 1966

## Storia
Il guidismo fu introdotto in Giamaica da Miss Clare Messias nel 1915. Dopo l'indipendenza della Giamaica nel 1962 le Jamaican Girl Guides rimasero una branca del Guidismo britannico fino al 17 luglio 1967, con la creazione de The Girl Guides Association of Jamaica. 
Una scissione dell'associazione portò alla formazione de "Girl Scouts of Jamaica" nel 2008.

## Programma
L'associazione è divisa in tre branche in rapporto all'età:
- Brownies (7 - 11 anni)
- Guides (10 - 14 anni)
- Seniors (14 - 20 anni)

Un obiettivo del programma è la prevenzione dell'AIDS. Il loro motto è Be Prepared